# Città di Swan
La città di Swan è una delle 29 Local Government Areas che si trovano nell'area metropolitana di Perth, in Australia Occidentale. Essa si estende su di una superficie di 1.040 chilometri quadrati ed ha una popolazione di 105.000 abitanti.
Il censimento del 2001 ha evidenziato significative minoranze dal Sud Europa e dal Sud est asiatico e che il 10% della popolazione è nata nel Regno Unito.
La città di Swan ha inizio da tre entità diverse:
- la municipalità di Guildford;
- la municipalità di Helena Vale, diventata Midland Junction nel 1901;
- Swan Road Board.

Il 1º luglio 1961 le aree di Guildford e di Swan si unirono nella contea di Swan-Giuldford, mentre Midland divenne la città di Midland.Quest'ultima si unì alla contea il 1º aprile 1970 ed esattamente trent'anni dopo, nel 2000 la contea di Swan divenne città di Swan.
La città di Swan è suddivisa in sette circoscrizioni (wards):
- Altone Ward;
- Ballajura Ward;
- Midland Ward;
- Ellenbrook;
- Swan Valley Gidgegannup;
- Guildford;
- North Ward.